# Торос Эдесский
То́рос Эде́сский, или Торос из Эдессы (? — 9 марта 1098) — армянский князь и правитель Эдесского княжества.

## Биография

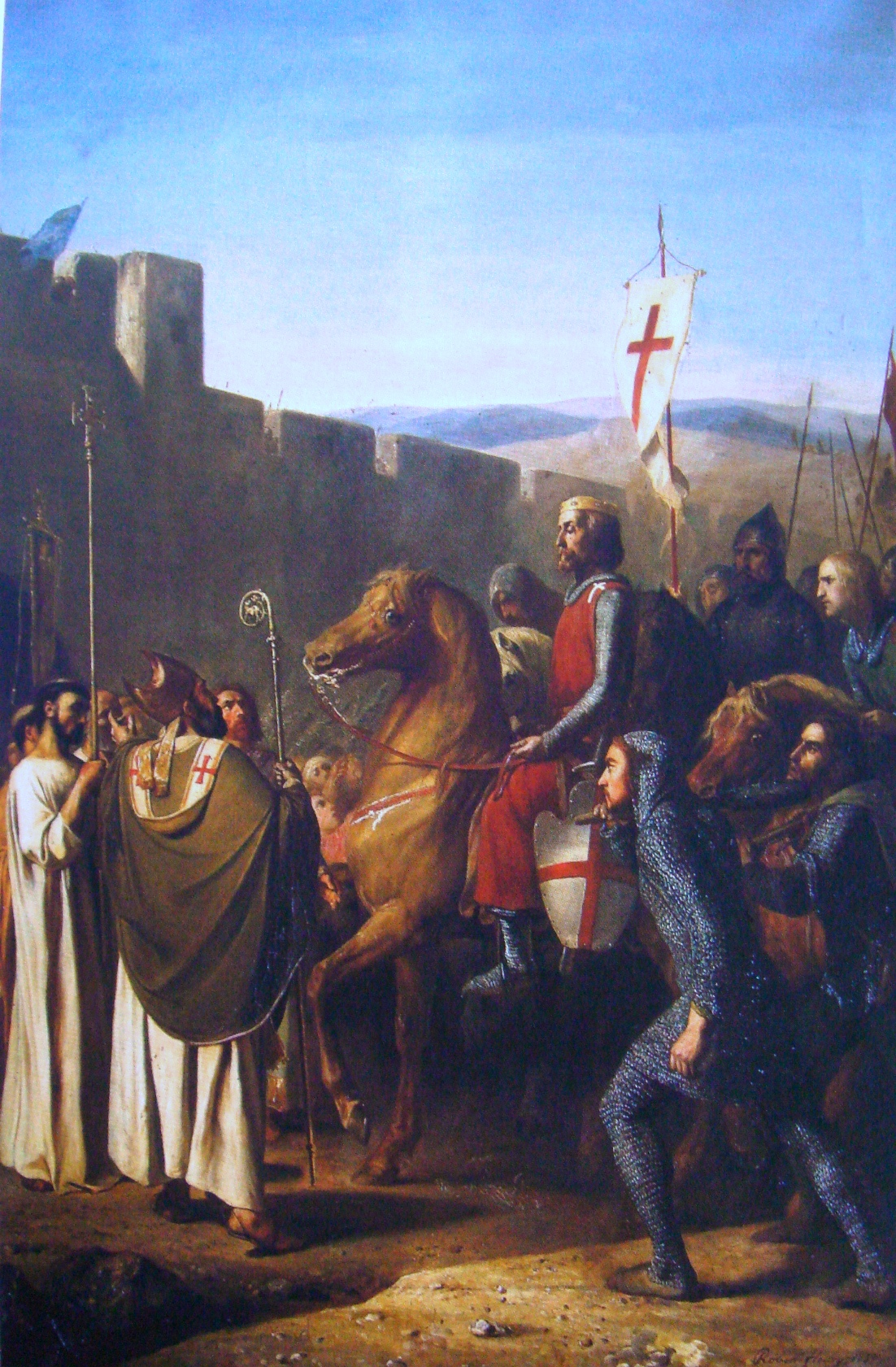
Балдуин де Булонь вступает в Эдессу

Торос, сын Хетума, был армянином-халкидонитом, изначально состоявшим на службе у Византии. 
В 1071 году, после поражения при Манцикерте, в обстановке широчайшей сельджукской экспансии Византия постепенно утратила свои позиции, в результате чего образовался ряд независимых армянских княжеств. Одним из них было царство Филарета Варажнуни, протянувшееся вдоль Евфрата от Месопотамии до границ Армении и включавшее Киликию, Тавр и часть Сирии с Антиохией. При Варажнуни Торос стал правителем входящей в его царство Мелитены, а затем и князем Эдессы, которым он оставался вплоть до своей смерти.
В 1086 году, когда царство Варажнуни доживало свои последние дни, Эдесса после шестимесячной осады была взята полководцем Мелик-Шаха эмиром Бузаном, после чего наместником Эдессы был назначен Ксулук. Спустя некоторое время в результате междоусобных войн, начавшихся после смерти Мелик-Шаха в 1092 году, Эдесса перешла под власть Тутуша, который признал её внутреннюю автономию, назначив наместником Тороса, жившего в Эдессе как частное лицо. После гибели Тутуша Торос изгнал из цитадели сельджукский гарнизон и достиг полной независимости.
Когда в Приевфратье прибыл Балдуин Булонский с 200 рыцарями, князь под давлением двенадцати армянских ишханов Эдессы пригласил его для защиты своих земель. Тот охотно откликнулся на призыв и с небольшим (80 всадников) отрядом прибыл в Эдессу, где его приняли с воодушевлением.
Торос предложил Балдуину стать наёмником на его службе, однако европейский барон потребовал в обмен на защиту Эдессы признание себя законным наследником Тороса и половину всех доходов с города. Торос был вынужден уступить и усыновил Балдуина. Он выдал за Балдуина свою дочь Арду. В качестве приданого за неё было обещано огромное состояние, первая часть которого была доставлена сразу же после заключения брака. Вторую часть приданого князь Торос вынужден был заплатить задолго до условленного срока, чтобы спасти зятя, Балдуина I, от разорения и бесчестья, так как кредиторы требовали, чтобы Балдуин сбрил бороду, что в то время считалось большим позором. 
Искусно интригуя, Балдуин сумел настроить против нового приёмного отца городское население, в результате чего значительная часть горожан стала требовать, чтобы крестоносец принял единоличное правление. 
Потерпев от мусульман поражение, Балдуин отступил обратно в город. Спустя некоторое время, в марте 1098 года, совет двенадцати ишханов при поддержке Балдуина организовал переворот. Вместе с армянским военачальником Константином тот составил заговор с целью захвата власти в Эдессе. Заручившись поддержкой городской черни, заговорщики свергли Тороса.
Торос, запершись в цитадели, пообещал её сдать, если ему гарантируют свободный уход в Мелитену, где правил его родич Гавриил. Балдуин, поклявшись на святых реликвиях, обещал сохранить жизнь князю. Торос поверил его обещаниям и открыл врата цитадели, после чего был схвачен и казнён. Балдуин сделался полноправным правителем Эдессы.
Брак его дочери Арды с Балдуином I был неудачным: ставший Иерусалимским королём, Балдуин, разгневанный вольным образом жизни супруги, настоял на её удалении в один из иерусалимских монастырей, а затем позволил ей уехать в Константинополь. Формально брак расторгнут не был.